# Jan Einar Thorsen
Pour les articles homonymes, voir Thorsen.
Jan Einar Thorsen, né le 31 août 1966 à Bærum, est un ancien skieur alpin norvégien.

## Palmarès

### Jeux olympiques
| Épreuve / Édition | Albertville 1992 | Lillehammer 1994 |
| Descente          | 5e               | 10e              |
| Super-G           | Bronze           | 7e               |
| Géant             | -                | 4e               |
| Combiné           | 11e              | -                |

## Championnats du monde
| Épreuve / Édition | Crans-Montana 1987 | Vail 1989 | Saalbach 1991 | Morioka 1993 |
| Descente          | -                  | 14e       | 5e            | 30e          |
| Combiné           | 11e                | -         | -             | -            |

### Coupe du monde
- Meilleur résultat au classement général : 6e en 1994
  - Vainqueur de la coupe du monde de super-G en 1994
  - 3 victoires : 2 super-G et 1 géant
  - 8 podiums

#### Différents classements en Coupe du monde
| Année/Classement | Année/Classement | Général | Général | Descente | Descente | Géant  | Géant  | Super-G | Super-G | Combiné | Combiné |
| ---------------- | ---------------- | ------- | ------- | -------- | -------- | ------ | ------ | ------- | ------- | ------- | ------- |
| Année/Classement | Année/Classement | Class.  | Points  | Class.   | Points   | Class. | Points | Class.  | Points  | Class.  | Points  |
| 1988             | 1988             | 52e     | 20      | 30e      | 12       | -      | -      | 21e     | 8       | -       | -       |
| 1989             | 1989             | 45e     | 20      | 20e      | 20       | -      | -      | -       | -       | -       | -       |
| 1990             | 1990             | 91e     | 5       | -        | -        | -      | -      | 28e     | 5       | -       | -       |
| 1991             | 1991             | 31e     | 42      | 12e      | 36       | -      | -      | -       | -       | 10e     | 6       |
| 1992             | 1992             | 12e     | 577     | 9e       | 324      | -      | -      | 4e      | 225     | 26e     | 26      |
| 1993             | 1993             | 11e     | 460     | 19e      | 164      | 54e    | 2      | 4e      | 294     | -       | -       |
| 1994             | 1994             | 6e      | 657     | 26e      | 86       | 10e    | 291    | 1er     | 280     | -       | -       |

#### Détails des victoires
| Épreuve / Édition | Super-G     | Géant         | Total |
| 1993              | Val d'Isère | -             | 1     |
| 1994              | Vail        | Crans Montana | 2     |
| Total             | 2           | 1             | 3     |

## Arlberg-Kandahar
- Meilleur résultat : 7e place dans la descente 1992 à Garmisch